# زن جدید

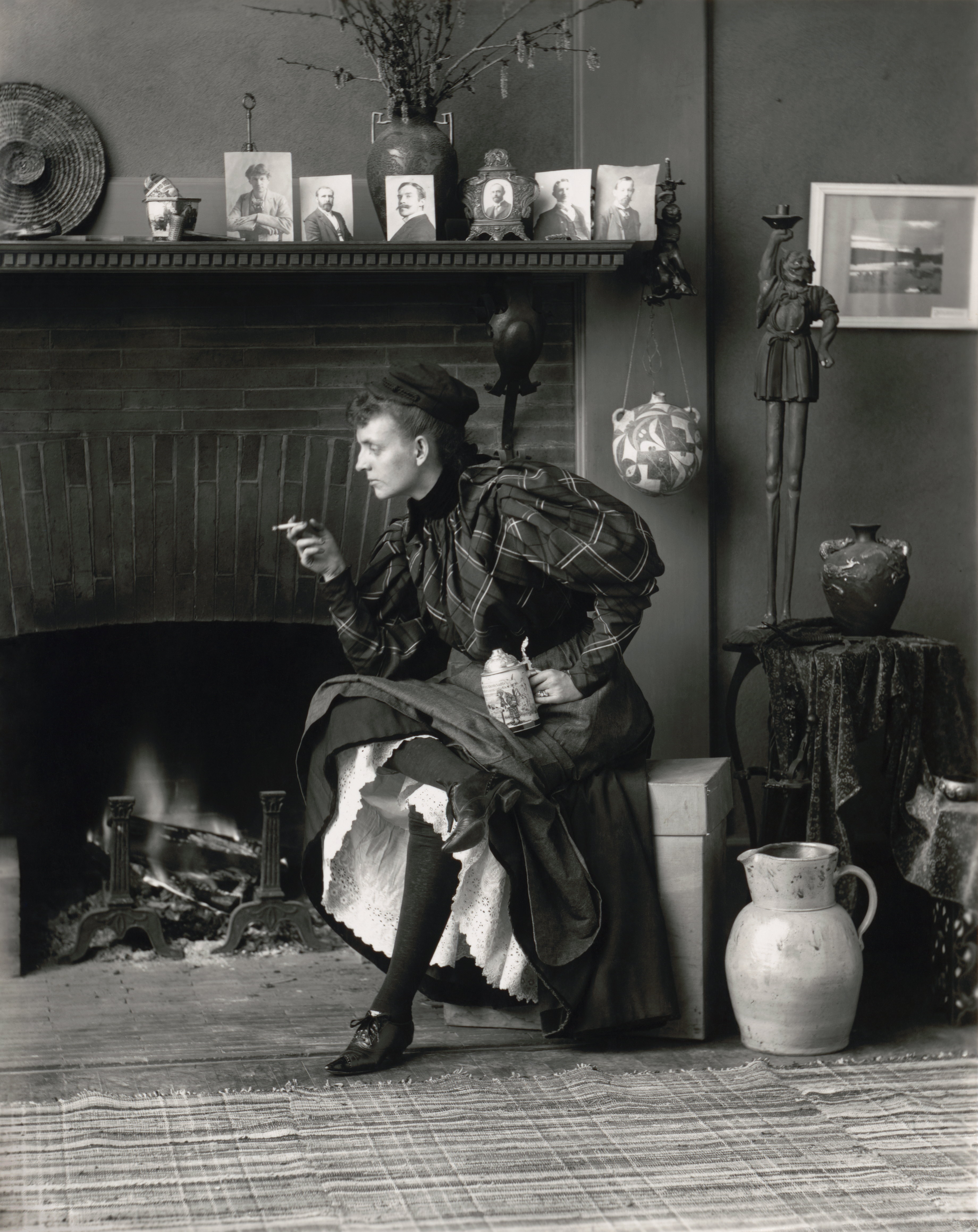
سلف پرتره فرانسیس بنجامین جانستون (به عنوان "زن جدید")، سال ۱۸۹۶.

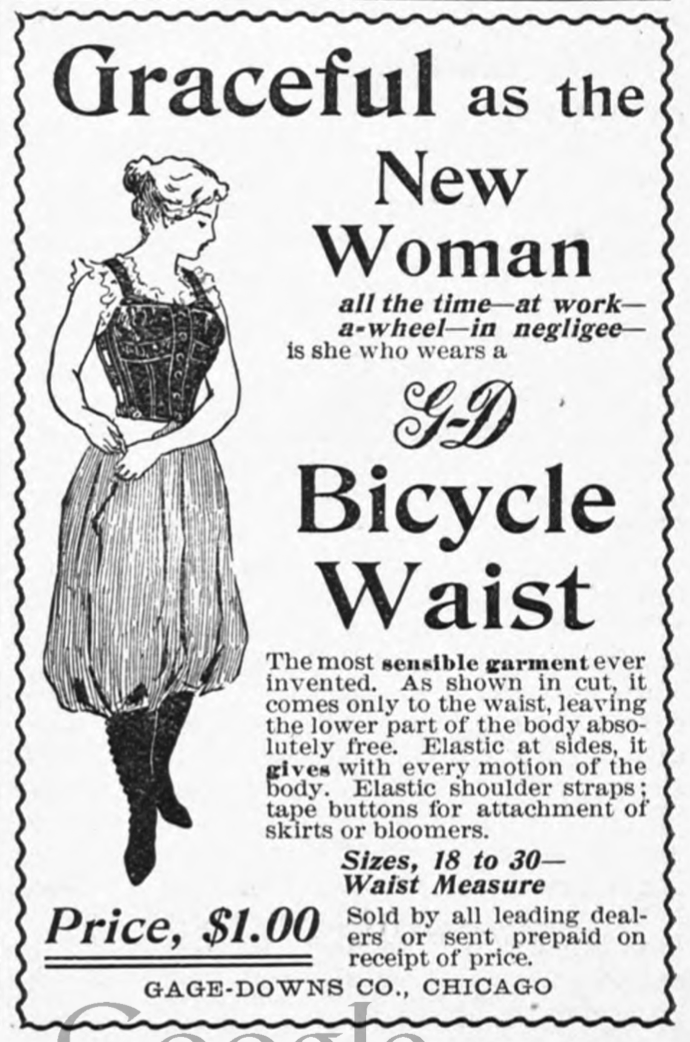
لباس زیری به اسم کمر دوچرخه به عنوان "برازنده زن جدید" تبلیغ می‌شود. سال ۱۸۹۶.

زن جدید یک آرمان فمینیستی بود که در اواخر قرن نوزدهم نمایان شد و در قرن بیستم تأثیر عمیقی داشت. در سال ۱۸۹۴، نویسنده ایرلندی سارا گراند در مقاله ای تأثیرپذیر از واژه "زن جدید" برای اشاره به زنان آزادی که به دنبال تغییر اساسی بودند، استفاده نمود. در جواب، نویسنده انگلیسی اویدا (ماریا لوئیزا رامه) از این واژه به عنوان مقاله بعدی استفاده نمود. این واژه اغلب از طرف هنری جیمز، نویسنده بریتانیایی-آمریکایی مرسوم گردید، که از آن برای وصف نمودن رشد تعداد زنان حرفه‌ای فمینیست، تحصیل کرده و آزاد در اروپا و ایالات متحده استفاده کرد. آزادی تنها یک موضوع مربوط به ذهن نبود. همچنین شامل دگرگونی فیزیکی در فعالیت و البسه می‌شود، چون فعالیت‌هایی همچون دوچرخه سواری توانایی زنان را برای تعامل با دنیای بزرگ‌تر و انفعال تر افزایش می‌دهد.

## تحول پیدا کردن در نقش‌های اجتماعی

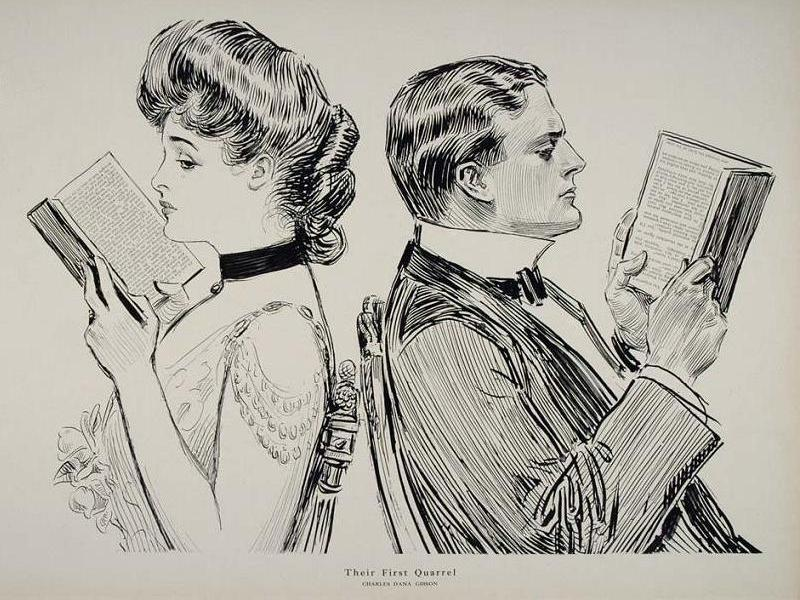
اولین نزاع آنها (۱۹۱۴)، تصویری از چارلز دانا گیبسون. دختر گیبسون یک نسخه شکوهمندی از زن جدید بود که در اینجا آشکار گردیده. در حالی که هر دو تظاهر به خواندن کتاب می‌کنند، درحالیکه پشت آنان به سمت یکدیگر برگردانده اند.

نویسنده هنری جیمز از غبیل نویسندگانی بود که واژه "زن جدید" را مرسوم نمود، شخصیتی که در قهرمانان رمان‌هایش پیکر نمایی شد - همچون شخصیت اصلی رمان "دیزی میلر". (سریال ۱۸۷۸) و ایزابل آرچر در "
پرتره یک بانو" (مجموعه تلویزیونی سال ۱۸۸۰–۱۸۸۱). به گفته تاریخدان روث بوردین، واژه زن جدید این بود: 
مقصود [جیمز] برای تعریف کردن مهاجران آمریکایی ساکن اروپا این بود که: زنان تاجر و دلنازک، که باآنکه یا شاید به علت اموال غنی آنان روحیه آزادی از خود آشکار می‌کردند و خلق و خوی داشتند که خود به تنهایی عمل نمایند. واژه «زن جدید» همیشه به زنانی انتساب می‌شود که بر زندگی خود چه شخصی، چه اجتماعی یا اقتصادی کنترل داشته باشند.
«زن جدید» همچنین نام ساختگی بود که به الا هپورث دیکسون، نویسنده انگلیسی رمان داستان یک زن مدرن داده شد.

### تحصیلات تکمیلی و حرفه ای

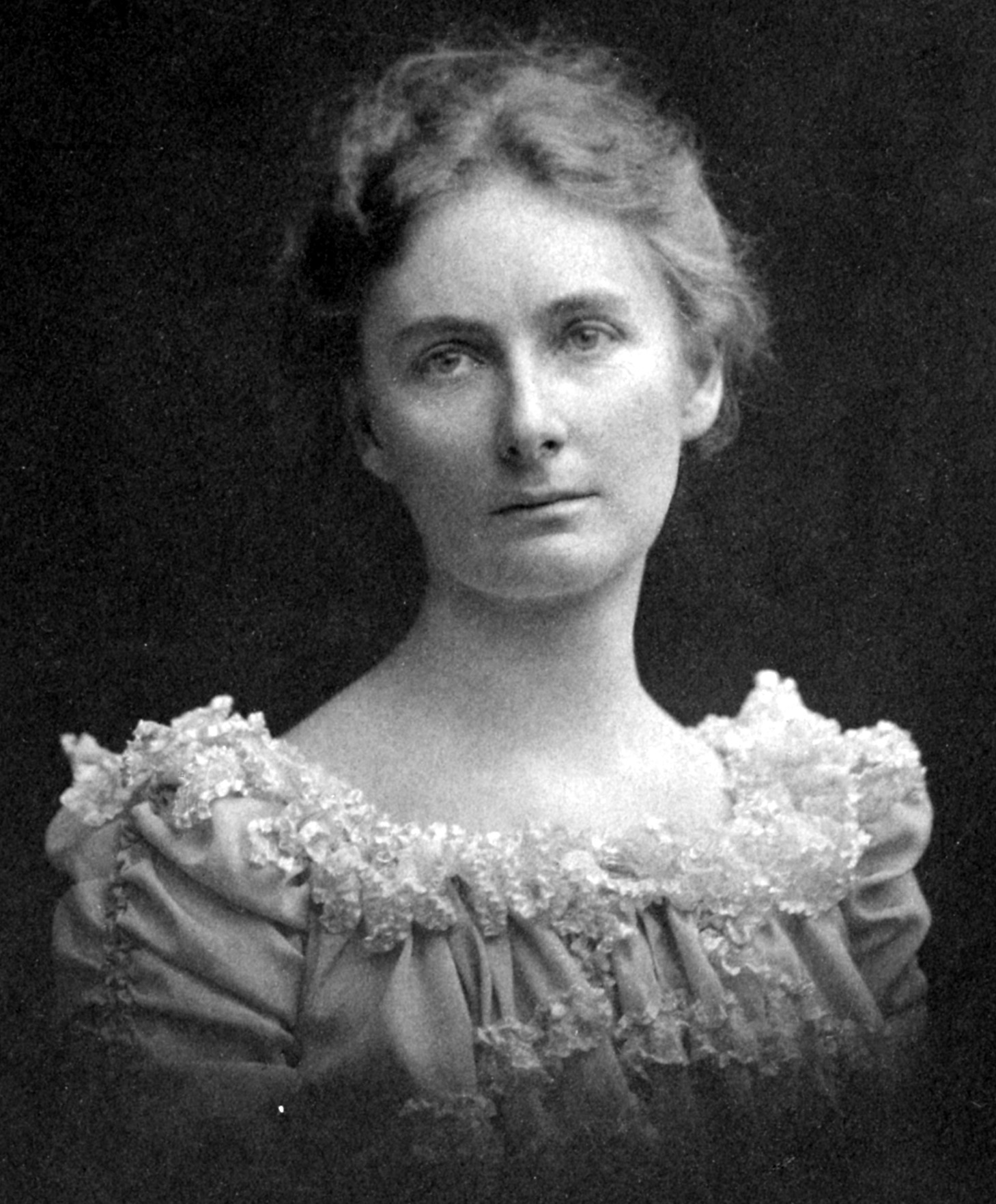
به عنوان مثال زمین‌شناس فلورانس بسکام نمونه ای از یک زن جدید بود. او نخستین زنی بود که مدرک دکترایش را اخذ نمود. و بعد از آن در دانشگاه جان هاپکینز و سال(۱۸۹۳) تا ۱۸۹۴، نخستین زنی که به عضو انجمن زمین‌شناسی آمریکا منصوب شد.

گرچه واژه زن جدید به عنوان عضوی از جامعه و نیروی کار در حال تبدیل شدن به یک شرکت انفعال تر در زندگی بود، ولی بیشتر در حال اجرا کردن استقلال خود در ناحیه‌های خانگی و خصوصی در ادبیات، تئاتر و دیگر نمایش‌های هنری به تصویر کشیده می‌شد. نهضت حق رای قرن نوزدهم برای کسب کردن حقوق دموکراتیک زنان، شاخص‌ترین تأثیر بر زن جدید بود. فرصت‌های تحصیل و مشغله برای زنان با افزایش شهری و صنعتی شدن کشورهای غربی در حال زیاد شدن بود. نیروی کار «یقه صورتی» به زنان مرتبه ای در ناحیه تجاری و نهادی داد. در سال ۱۸۷۰، زنان در این شغل‌ها تنها ۶٫۴ درصد از نیروی کار غیرکشاورزی ایالات متحده را تشکیل می‌دادند. تا سال ۱۹۱۰، این رقم به ۱۰ درصد و بعد از آن به ۱۳٫۳ درصد در سال ۱۹۲۰ افزایش پیدا نمود.
زنان کثیری حق حضور یافت در دانشگاه یا دانشکده را کسب کردند. برخی از آنان هم تحصیلات حرفه‌ای می‌گرفتند و بعد از آن یا وکیل، دکتر، روزنامه‌نگار، و استاد می‌شدند، بیشتر در دانشکده‌های معتبر تماماً زنانه همچون مدارس هفت خواهر: بارنارد، براین ماور، کوه هولیوک، ردکلیف، اسمیت،  واسر، و ولزلی.

### توقعات جنسی و اجتماعی
استقلال یک هدف رادیکال برای زنان در روزهای پایانی قرن نوزدهم بود. این یک حقیقت تاریخی بود که زنان مدام از نظر قانونی و اقتصادی به شوهران، بستگان مرد یا نهادهای اجتماعی و خیریه خود وابسته بودند. آشکار شدن فرصت‌های تحصیلی و شغلی برای زنان در روزهای پایانی قرن نوزدهم، و همچنین حقوق قانونی نوین برای تملک (گرچه هنوز بدون رای می‌باشند)، به این مفهوم بود که آنان در موقعیت نوینی از آزادی و انتخاب در رابطه زناشویی و جنسی قرار گرفتند. شرکای زن جدید اهمیت بسیاری برای خودمختاری جنسی خود قائل بود، ولی به سختی می‌توان آن را انجام داد، چون جامعه هنوز با صدای بلند مخالفت خود را با هرگونه علامتی از بی‌حرمتی زنان ابراز می‌نمود. برای زنان در دوران ویکتوریا، هرگونه فعالیت جنسی خارج از ازدواج غیر مورال برسی می‌شد. دگرگونی قانون طلاق در روزهای پایانی قرن نوزدهم باعث تشکل شدن یک زن جدید شد که می‌توانست با خودمختاری اقتصادی خود از طلاق جان سالم به در ببرد و تعداد فزاینده ای از زنان مطلقه دوباره ازدواج نمودند. صیانت از احترام اجتماعی در حین استفاده از حقوق قانونی که هنوز از طرف بسیاری غیراخلاقی پذیرفته می‌شود، جدالی برای زنان جدید بود: 
مری هیتون ورس سازگاری خود را اینگونه وصف می‌نماید: «من در زندگی شخصی خودم به اندازه ای تلاش نمی‌کنم که در حین ازدواج احترام قائل نباشم.»
در رمان‌های هنری جیمز آشکار بود که قهرمان‌های او هر چقدر هم که احساس استقلال فکری و جنسی خود را داشته باشند، در نهایت قیمتی برای انتخاب‌های خود پرداختند.
برخی از تمجید کنندگان تمایل زنان جدید از راه شبکه‌سازی در گروه‌های زنانه، آزادی درگیر شدن در روابط همجنس‌گرا را پیدا نمودند. اینگونه توصیف شده‌است که برای برخی از آنان، «دوست داشتن زنان دیگر مسیری برای گریزی از آنچه آنها به عنوان گمان‌های سلطه مرد در یک رابطه دگرجنس گرا می‌دیدند دگرسانی گردید».

### اختلاف طبقاتی
زن جدید نتیجه احترام رو به رشد تحصیلات تکمیلی و اشتغال برای زنانی بود که به طبقات بالای نخبه جامعه تعلق داشتند. تحصیلات دانشگاهی خود هنوز نشان ثروتمندی مردان در شروع قرن بیستم بود و کمتر از ۱۰ درصد از مردم ایالات متحده تحصیلات پس از متوسطه را در این زمان ها دارا بودند.
زنانی که وارد دانشگاه می شدند اغلب از طبقه متوسط سفید پوستان بودند. در نتیجه، طبقه کارگر، رنگین پوستان و مهاجران اغلب در رقابت برای به دست آوردن به این مدل جدید فمینیستی عقب مانده بودند. نویسندگان زن متعلق به این جوامع به حاشیه رانده شده اغلب از راهکار انتقاد می کردند که آزادی تازه یافته آنان در رابطه با جنسیت آنان به قیمت نژاد، قومیت یا طبقه آنها به اتمام رسید. گرچه آنها به استقلال زن جدید اعتراف می کردند و به آن احترام می‌گذاشتند، ولی این توانایی را نداشتند که این موضوع را نادیده بگیرند که استانداردهای یک زن جدید دوران پیشرفته، در اغلب موارد، فقط از طرف زنان طبقه متوسط سفیدپوست قابل دستیابی است.

### دوچرخه سواری

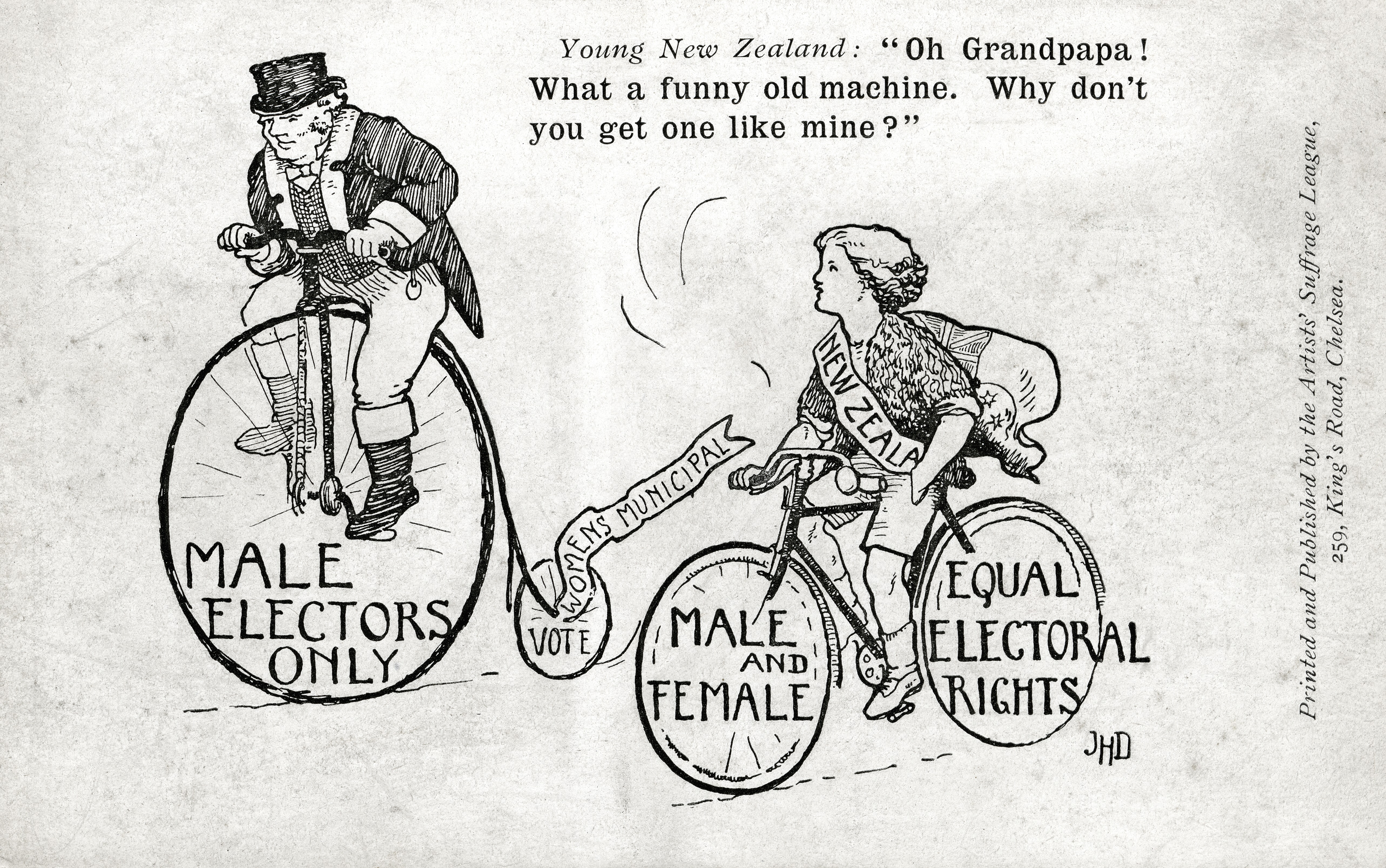
کارت پستال سیاسی، که زن جدید را بر روی دوچرخه ایمنی تازه خود نمایان می کند که از رای برابر برای مردان و زنان دفاع می کند

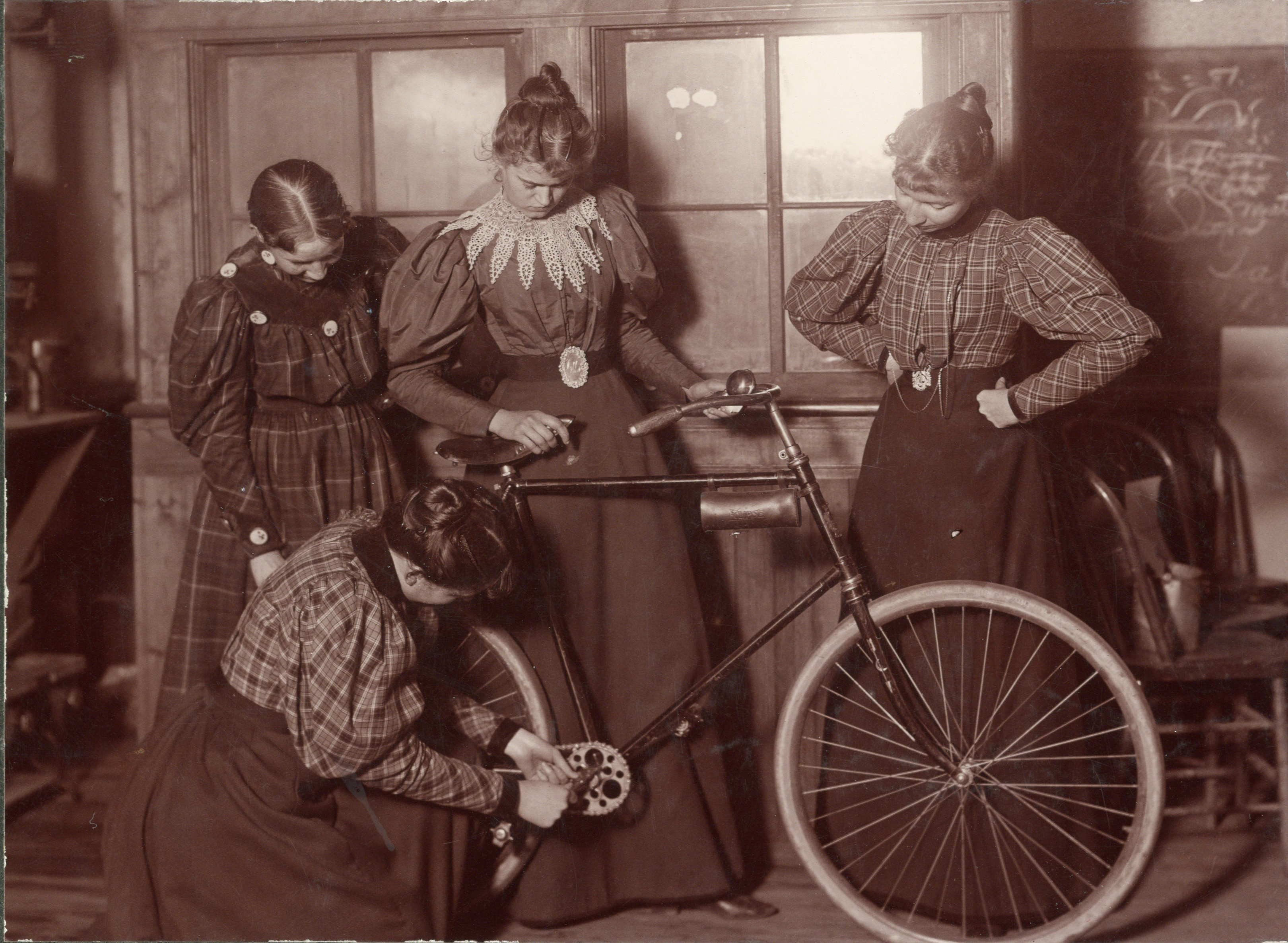
تعمیر کردن دوچرخه زنان، سال ۱۸۹۵

دوچرخه تأثیر موثری در زندگی زنان در زمینه های گوناگون داشت, دستکم در ناحیه اصلاح لباس ویکتوریایی، که تحت عنوان "نهضت لباس عقلانی" نیز نام برده می شود. بیشترین تأثیر آن بر نقش اجتماعی زنان در دهه ۱۸۹۰ و در روند شور دوچرخه اتفاق افتاد که عموم آمریکا و اروپا را بازگرفت. دوچرخه به زنان جنبش اجتماعی کثیری می داد. فمینیست آنی لندندری به عنوان نخستین زن در این هنگام، سفر خودش را با دوچرخه در سرتاسر جهان انجام داد. الیزابت رابینز پنل، که سابقه نویسندگی خودش را با زندگینامه مری ولستون کرافت شروع نمود، در روز های پایانی قرن نوزدهم با سفرنامه های خودش در سرتاسر انگلستان و اروپا پیشروی دوچرخه گردی بود.
با توجه به قیمت و طرح های پرداخت گوناگون که از طرف شرکت های دوچرخه سازی آمریکایی عرضه می گردید، دوچرخه برای بیشتر عموم ارزان و به صرفه بود. با این شرایط، دوچرخه بیشترین تأثیر را بر زنان سفیدپوست طبقه میانی و طبقه بالا میانی داشته است. این کار نقش آنان را در جامعه از برجای ماندن در ناحیه خصوصی یا خانگی به عنوان نگهبان، همسر و مادر به نقشی در ظاهر مردمی و مشارکت اکثر در جامعه تبدیل نمود.